# Elecciones generales de Yugoslavia de 2000
Se realizaron elecciones generales en la República Federal de Yugoslavia el 24 de septiembre de 2000. Fueron las primeras elecciones democráticas realizadas en Serbia y Montenegro desde la disolución de Yugoslavia en 1992, y las primeras elecciones libres y directas realizadas en ese país desde 1927.
Durante las elecciones presidenciales, los resultados oficiales mostraron inicialmente que el candidato Vojislav Koštunica de la oposición democrática superaba al entonces presidente autoritario Slobodan Milošević del Partido Socialista de Serbia en la primera vuelta, pero tenía la intención de obtener el 50.1% de los votos para evitar que hubiera una segunda vuelta electoral. Sin embargo, Koštunica afirmó que no solo llevaba delantera, sino que había superado por unos cuantos miles de votos, suficientes para obtener la victoria en la primera vuelta, pero aun así, Milošević se negó a aceptar los resultados y dejar el mando. Como resultado, estallaron fuertes protestas a favor de Koštunica, cuya magnitud obligó a Milošević a renunciar el 5 de octubre y conceder la presidencia a su oponente.  Los resultados definitivos pudieron confirmar que Koštunica fue el ganador de la contienda por un estrecho margen, con un 50.2% de los votos.

## Resultados

### Elecciones presidenciales
|                                             |                                             | Resultados oficiales (28 de septiembre de 2000) | Resultados oficiales (28 de septiembre de 2000) | Resultados oficiales (10 de octubre de 2000) | Resultados oficiales (10 de octubre de 2000) |
| Candidato                                   | Partido                                     | Votos                                           | %                                               | Votos                                        | %                                            |
| ------------------------------------------- | ------------------------------------------- | ----------------------------------------------- | ----------------------------------------------- | -------------------------------------------- | -------------------------------------------- |
| Vojislav Koštunica                          | Oposición Democrática de Serbia             | 2.474.392                                       | 48,96                                           | 2.470.304                                    | 50,24                                        |
| Slobodan Milošević                          | Partido Socialista de Serbia                | 1.951.761                                       | 38,62                                           | 1.826.799                                    | 37,15                                        |
| Tomislav Nikolić                            | Partido Radical Serbio                      | 292.759                                         | 5,79                                            | 289.013                                      | 5,88                                         |
| Vojislav Mihailović                         | Movimiento de Renovación Serbio             | 146.585                                         | 2,90                                            | 145.019                                      | 2,95                                         |
| Miodrag Vidojković                          | Partido Afirmativo                          | 46,421                                          | 0,92                                            | 45.964                                       | 0,93                                         |
| Total de votos válidos (% de votos totales) | Total de votos válidos (% de votos totales) | 4.911.918                                       | 97,20                                           | 4.778.929                                    | 97,19                                        |
| Votos nulos (% de votos totales)            | Votos nulos (% de votos totales)            | 135.371                                         | 2,68                                            | 137.991                                      | 2,81                                         |
| Participación electoral                     | Participación electoral                     | 5.053.428                                       | 69,70                                           | 4.916.920                                    | 71,55                                        |
| Votantes elegibles                          | Votantes elegibles                          | 7.249.831                                       | /                                               | 6.871.595                                    | /                                            |

### Cámara de los Ciudadanos
| Partido                                  | Votos     | %      | Escaños |
| Serbia                                   | Serbia    | Serbia | Serbia  |
| ---------------------------------------- | --------- | ------ | ------- |
| Oposición Democrática de Serbia          | 2.040.646 | 45.0   | 58      |
| Partido Socialista de Serbia             | 1.532.841 | 33.8   | 44      |
| Partido Radical Serbio                   | 406.196   | 9.0    | 5       |
| Unión de Húngaros Vojvodina              | 46.768    | 1.0    | 1       |
| Otros partidos                           | 496.471   | 11.0   | 0       |
| Votos en blanco/nulos                    | 226.108   | -      | -       |
| Total                                    | 4.759.030 | 100    | 108     |
| Participación electoral                  | 6.395.862 | 74.4   | –       |
| Montenegro                               |           |        |         |
| Partido Popular Socialista de Montenegro | 104.198   | 83.9   | 28      |
| Partido Popular Serbio                   | 8.048     | 6.5    | 2       |
| Otros partidos                           | 12.018    | 9.6    | 0       |
| Votos en blanco/nulos                    | 2.043     | -      | -       |
| Total                                    | 126.307   | 100    | 30      |
| Participación electoral                  | 437.876   | 28.8   | –       |
| Fuente: Nohlen & Stöver                  |           |        |         |

### Cámara de las Repúblicas
| Partido                                          | Votos     | %      | Escaños |
| Serbia                                           | Serbia    | Serbia | Serbia  |
| ------------------------------------------------ | --------- | ------ | ------- |
| Oposición Democrática de Serbia                  | 2.092.799 | 46.2   | 10      |
| Partido Socialista de Serbia–Izquierda Yugoslava | 1.479.583 | 32.6   | 7       |
| Partido Radical Serbio                           | 472.820   | 10.4   | 2       |
| Movimiento de Renovación Serbio                  | 281.153   | 6.2    | 1       |
| Otros partidos                                   | 206.567   | 4.6    | 0       |
| Votos en blanco/nulos                            | 226.108   | –      | –       |
| Total                                            | 4.759.030 | 100    | 20      |
| Participación electoral                          | 6.395.862 | 74.4   | –       |
| Montenegro                                       |           |        |         |
| Partido Popular Socialista de Montenegro         | 103.425   | 83.2   | 19      |
| Partido Popular Serbio                           | 9.495     | 7.6    | 1       |
| Otros partidos                                   | 11.344    | 9.2    | 0       |
| Votos en blanco/nulos                            | 2.043     | –      | –       |
| Total                                            | 126.307   | 100    | 20      |
| Participación electoral                          | 437.876   | 28.8   | –       |
| Fuente: Nohlen & Stöver                          |           |        |         |